# Соколовичі (Крупський район)
Соколовичі (біл. Сакалавічы) — село в складі Крупського району Мінської області, Білорусь. Село підпорядковане Бобрській сільській раді, розташоване в східній частині області.